# Megyen már a hajnalcsillag
A Megyen már a hajnalcsillag című magyar népdalt Bartók Béla gyűjtötte a Békés vármegyei Vésztőn 1917-ben.
Feldolgozás:
| Szerző       | Mire          | Mű                                |
| ------------ | ------------- | --------------------------------- |
| Ránki György | ének, zongora | Megyen már a hajnalcsillag lefelé |

## Kotta és szöveg
| Megyen már a hajnalcsillag lefelé, az én kedves galambom most megyen hazafelé, lábán van a csizmája, lagos szárú kis csizma, rásütött a hajnalcsillag sugara. | Amerre mégy, édes rózsám, kívánom, Hogy előtted a rét is tiszta rózsává váljon. A zöld fű is előtted édes almát teremjen, A te szíved holtig el ne felejtsen. |

## Felvételek
- Megyen már a hajnalcsillag. Énekli: Márczi Anna  Hunzene (2009)  (Hozzáférés: 2016. február 6.)
- Megyen már a hajnalcsillag lefelé. Előadja: Károlyházi citerazenekar  Károlyháza klub (Hozzáférés: 2016. február 6.)
- Lement a nap a maga járásán-Megyen már a hajnalcsillag. Bernáth Zoltán Tamásné (ének), Kalmár Lajos (furulya)  indavideó (2010. június 5.)  (Hozzáférés: 2016. február 6.) (videó) 1:25-től.